# 장덕고등학교
장덕고등학교(長德高等學校)는 대한민국 광주광역시 광산구 장덕동에 있는 공립 고등학교이다.

## 학교 연혁
- 2009년 1월 1일 : 장덕고등학교 설립인가
- 2009년 1월 1일 : 임관표 초대 교장 취임
- 2009년 3월 2일 : 제1회 장덕고등학교 입학식 325명(남 163명, 여 162명)
- 2009년 6월 5일 : 장덕고등학교 개교식
- 2012년 2월 10일 : 제1회 졸업식 (졸업생 314명)
- 2022년 3월 1일 : 양동혁 제6대 교장 취임
- 2025년 1월 24일 : 제14회 졸업식(331명, 누적 졸업생 수 5,111명)
- 2025년 3월 4일 : 제17회 장덕고등학교 입학식(남 155명, 여 174명)

## 참고 자료
- 장덕고등학교 - 한국교육학술정보원 학교알리미